# Corico (mitologia)
Nella mitologia greca, Corico  era il nome di uno dei primi re di Arcadia.

## Il mito
Il re Corico aveva due figli Plesippo e Eneto, costoro erano riusciti ad inventare l'arte della lotta e volevano far vedere la loro invenzione al padre. Essi avevano una sorella di nome Palestra, tale donna decise di rivelare la loro scoperta al suo amante, il dio Hermes, che fece sua l'arte chiamandola con il nome dell'amata. (Palestra in greco antico significava la lotta).
I figli si lamentarono con Corico che suggerì di vendicarsi del dio allora lo presero nel sonno e gli tagliarono le mani, a sua volta anche il dio si lamentò con suo padre, il sommo Zeus che prese Corico e consumò la sua rabbia con lui, scorticandolo.

### Moderna
- Pierre Grimal, Enciclopedia della mitologia 2ª edizione, Brescia, Garzanti, 2005, ISBN 88-11-50482-1. Traduzione di Pier Antonio Borgheggiani
- Luisa Biondetti, Dizionario di mitologia classica, Milano, Baldini&Castoldi, 1997, ISBN 978-88-8089-300-4.